# Long Mountain (berg i Storbritannien)
Long Mountain är ett berg i Storbritannien.   Det ligger i kommunen Powys och riksdelen Wales, i den södra delen av landet, 240 km nordväst om huvudstaden London. Toppen på Long Mountain är 408 meter över havet.
Terrängen runt Long Mountain är huvudsakligen kuperad, men åt nordväst är den platt. Runt Long Mountain är det ganska glesbefolkat, med 48 invånare per kvadratkilometer. Närmaste större samhälle är Welshpool, 5,5 km väster om Long Mountain. Trakten runt Long Mountain består i huvudsak av gräsmarker.